# Epatite infettiva del cane
L'epatite infettiva del cane è un'infezione epatica acuta dei canidi causata da adenovirus canino di tipo 1 (CAV-1). Il CAV-1 è causa di patologia anche nei lupi, coyote, gli orsi e nella volpe.

## Patogenesi
I cani si infettano attraverso la via orale o tramite il contatto con urine di animali infetti. Il virus ha una predilezione per gli epatociti, l'epitelio vasale e l'epitelio renale. La replicazione virale avviene inizialmente nelle tonsille, per poi diffondere ai linfonodi locali e, tramite la circolazione sistemica, alle cellule epatiche ed endoteliali.
Gli adenovirus causano necrosi delle cellule infette mediante un effetto citopatico: le lesioni pertanto includono petecchie/ecchimosi diffuse, fibrina sulla capsula epatica ed eventuale raccolta di essudato chiaro peritoneale.
Microscopicamente, la lesione è caratterizzata da focolai di necrosi epatocellulare centrolobulare, che macroscopicamente si rileva come aumento della lobulatura epatica. Oltre alla necrosi centrolobulare, il danno endoteliale dato dall'adenovirus può portare a fenomeni di natura ischemica epatocitaria e quindi ad una necrosi zonale.

## Diagnosi
La diagnosi di epatite da adenovirus solitamente si basa su segni clinici di patologia epatica acuta nel cane associati a scarsa anamnesi vaccinale. Non esistono segni patognomonici di malattia tuttavia può essere osservata leucocitosi o leucopenia a seconda del tempo trascorso dall'infezione. Gli enzimi epatici (ALT e AST) possono essere aumentati come conseguenza della necrosi epatica. Il danno renale da immunocomplessi può provocare proteinuria.
La diagnosi definitiva si basa sulla sierologia, isolamento virale, immunoistochimica o l'osservazione di corpi inclusi negli epatociti durante l'esame istologico.

## Terapia
Non esiste terapia specifica per il virus: è necessaria terapia fluida intravenosa per compensare le perdite di fluidi causate dal vomito e diarrea, o eventuale trasfusione di sangue in caso di emorragie o coagulopatie.

## Prevenzione
La vaccinazione regolare è fondamentale per prevenire l'infezione da CAV-1. I vaccini solitamente usati sono isolati di CAV-2, che grazie alla cross-reattività con CAV-1 fornisce una risposta immunitaria senza le conseguenze associate normalmente a vaccinazione con CAV-1. La vaccinazione con virus vivo modificato fornisce una risposta immunitaria duratura ed è sufficiente un richiamo ogni 3 anni.